# Dobór wygodny
Dobór wygodny (ang. convenience sampling) – nielosowa metoda doboru próby polegająca na wyborze uczestników ze względu na ich dogodną dostępność i bliskość. Próba otrzymana tą metodą nazywana jest wygodną lub uznaniową.
Wielu badaczy preferuje tę metodę, ponieważ jest szybka, tania i łatwa.
Wadą tej metody jest to, że prowadzi do obciążenia próby, a to oznacza, że próba nie będzie reprezentatywna dla całej populacji. Wskutek obciążenia próby może powstać błąd systematyczny, co skutkuje zaburzeniem wyników badania. A nie jest rzadkością, że wyniki uzyskane na próbie uznaniowej różnią się do wyników uzyskanych na całej populacji. Kolejną wadą tej metody jest ograniczona możliwość generalizacji i wyciągania wniosków na temat ogółu populacji. Ponieważ próba nie jest reprezentatywna, trafność zewnętrzna jest niska.